# Sông Đắk Đăm
Sông Đắk Đăm (Campuchia gọi là prek Dak Dam) là một phụ lưu của sông Srêpốk, chảy ở vùng biên giới Việt Nam - Campuchia ở các tỉnh Đắk Nông và Đắk Lắk, Việt Nam và các tỉnh Ratanakiri và Mondulkiri, Campuchia .
Sông dài khoảng 111 km, diện tích lưu vực 229 km² . Hầu hết dòng sông là đường biên giới tự nhiên Việt Nam - Campuchia.

## Dòng chảy
Đăk Đăm bắt nguồn từ vùng núi phía tây xã Thuận Hạnh huyện Đăk Song tỉnh Đắk Nông, chảy về hướng đông bắc 12°19′00″B 107°28′48″Đ / 12,316712°B 107,480033°Đ.
Sau đó sông đổi hướng bắc, đến huyện Buôn Đôn tỉnh Đắk Lắk thì đổ vào sông Srêpốk.